# 丹羽氏福
丹羽 氏福（にわ うじよし）は、江戸時代中期から後期にかけての大名。播磨国三草藩3代藩主。氏次系丹羽家9代。

## 略歴
宝暦12年（1762年）、初代藩主丹羽薫氏の三男巨勢利永の次男として生まれる。第2代藩主の氏栄とは従兄弟に当たり、明和元年（1764年）8月8日に氏栄の養子となる。明和8年（1771年）7月9日、氏栄の死去により跡を継いだ。安永6年5月15日、将軍徳川家治に拝謁する。安永9年（1780年）12月18日、従五位下、長門守に叙任する。
天明2年（1782年）4月、日光祭礼奉行を命じられる。天明5年4月、日光祭礼奉行を再び命じられる。寛政元年（1789年）12月27日に大番頭となる。
寛政8年（1796年）2月6日、長男の氏昭に家督を譲って隠居し、勝道と名を改めた。寛政13年1月21日、総髪の許可を得て、閑斎と称する。天保14年（1843年）閏9月21日に死去した。享年82。墓所は東京都港区西麻布の長谷寺。

## 系譜
- 父：巨勢利永（1731-1795）
- 母：久世広武の娘
- 養父：丹羽氏栄（1716-1771）
- 兄：善之助
- 兄：利喬（1759-？）
- 妹
- 弟：親興（1771-？）- 平岩親周の養子
- 妹
- 正室：細川興文の娘
  - 長男：丹羽氏昭（1783-1827）
  - 二男：新助（1785-1785）
  - 三男：細川興祥/丹羽氏充（1787-1828） - 細川興徳の養子
- 側室：滝
  - 四男：森川俊朝（1796-1865） - 初名 丹羽氏礼。亀五郎、伊豆守、下総守。森川俊世(森川重俊の二男重名家)の養子
  - 五男：弘次郎（1798-1800）
  - 二女：直 - 朽木大綱(朽木定朝の来孫)の正室
  - 六男：紳之助（1800-1803）
  - 三女：覃（1806-?） - 依田守甫と池田政方娘の養女、のち依田守錕の正室
  - 九男：大道寺氏武（1808-1871） - 初名 丹羽氏元。珊之丞、亭九郎。　大道寺直玄(大道寺直次家)の養子
  - 十男：伊東祐直（1812-1857） - 初名 丹羽氏靖。豫之吉、内蔵助。伊東祐氏の養子
- 側室：幾
  - 長女：蘇路（1798-1798）
- 側室：里
  - 七男：小出英武（1803-1825） - 初名 丹羽勝房。亥之助。小出英亮(小出英勝家)の養子
  - 八男：野々山兼養（1804-1856） - 初名 丹羽氏之。錕次郎、道良。野々山兼儔(野々山兼綱の五男兼孝家)の養子
- 側室：美世
  - 四女：絢（1807-1855） -  松平忠侯養女、のち松平忠養養女
- 側室：ツヤ
  - 十一男：戸田直智（1810-?） - 初名 丹羽勝用。鑑十郎、兵庫。戸田直義(戸田宗光の次男玄蕃家の分家)の養子
- 側室：ミキ
  - 十二男：外也（1812-1817）
- 側室：糸
  - 五女：寿（1818-?） - 本多忠至の養女
  - 十三男：石谷帯刀清敦（1820-?） - 大助。 石谷清倚の養子
  - 六女：喜久（1821-?） - 平岩親仁(七之助家)の養女